# Урра-Хубуллу

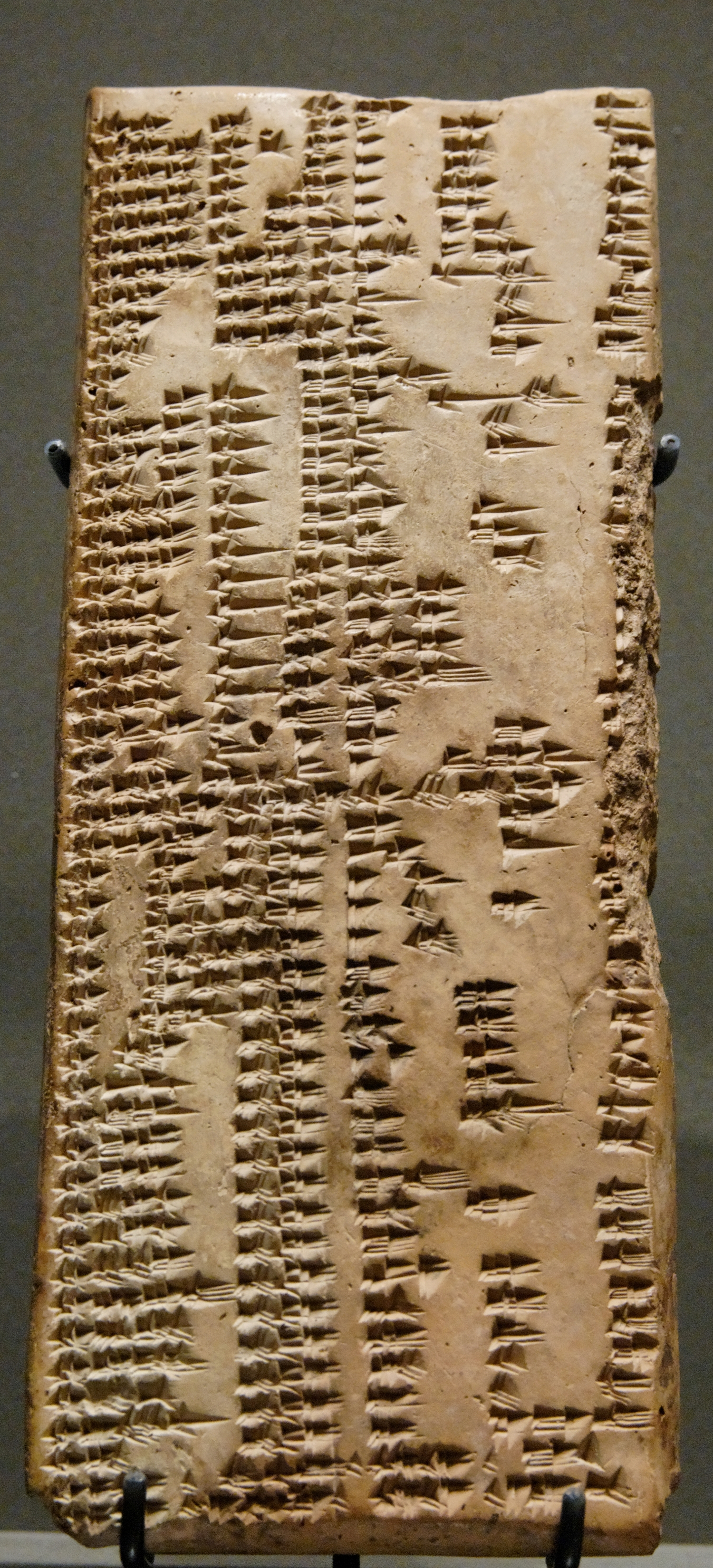
16-я табличка «Урра-Хубуллу» (Лувр)

Урра-Хубуллу или Харра-Хубуллу (шум. — ur5-ra или ḪAR-ra, акк. — Hubullu) — шумеро-аккадская энциклопедия-словарь, состоящая из 24 глиняных табличек, содержащих статьи на двух языках, сгруппированные по тематическому признаку. Основная часть табличек относится к Старовавилонскому периоду (начало второго тысячелетия до н. э.).
Название энциклопедии образовано от названия первой словарной статьи — «долг» или «процентный заём» на шумерском и аккадском языках соответственно.
На табличках 4 и 5 перечисляются морские и сухопутные транспортные средства, на табличках с 13-й по 15-ю представлен систематизированный список различных видов животных, на 16-й табличке — камней, на 17-й — растений. На 22-й табличке составлен список звёзд.
Поскольку Урра-Хубуллу использовалась для обучения письму, существуют различные экземпляры одних и тех же «страниц» энциклопедии. За основную версию принято считать таблички, найденные в Ниппуре.